# Prix Urania
Le prix Urania est un prix littéraire créé en 1989 et récompensant des romans italiens inédits de science-fiction.
Ce prix est aujourd'hui considéré comme la récompense majeure de science-fiction en Italie, au même titre que le grand prix de l'Imaginaire en France ou le prix Ignotus en Espagne.

## Lauréats
- 1989 : Gli universi di Moras par Vittorio Catani (it)
- 1990 : Luna di fuoco par Virginio Marafante (d)
- 1991 : Ai due lati del muro par Francesco Grasso (it)
- 1992 : Réplicante (Il cuore finto di DR) par Nicoletta Vallorani
- 1993 : Nicolas Eymerich, inquisiteur (Nicholas Eymerich, inquisitore) par Valerio Evangelisti
- 1994 :  Miraggi di silicio (it) par Massimo Pietroselli (it)
- 1995 : Les Biplans de d'Annunzio (I biplani di D'Annunzio) par Luca Masali (it)
- 1996 :  non attribué
- 1997 : Memorie di un cuoco d'astronave (it) par Massimo Mongai (it)
- 1998 : Aux frontières du chaos (Ai margini del caos) par Franco Ricciardiello (it)
- 1999 : La notte dei Pitagorici par Claudio Asciuti (it)
- 2000 : Masaniello è tornato par Francesco Grasso (it)
- 2001 : Mater Maxima par Donato Altomare (it)
- 2002 : Lungo i vicoli del tempo par Lanfranco Fabriani (it)
- 2003 : I sentieri di Ucronia par Alberto Costantini
- 2004 : La scala infinita par Paolo Aresi (it)
- 2005 : Nelle nebbie del tempo (it) par Lanfranco Fabriani (it)
- 2006 : Stella cadente (it) par Alberto Costantini
- 2007 : Post Mortem par Giovanni de Matteo (it)
- 2008 : Il dono di Svet (it) par Donato Altomare (it)
- 2009 : Il fabbricante di sorrisi par Francesco Verso
- 2010 : Lazarus (it) par Alberto Cola (it)
- 2011 : Il re nero (it) par Maico Morellini (it)
- 2012 : I senza-tempo (it) par Alessandro Forlani (it)
- 2013 : Cuori strappati par Glauco De Bona (d)
- 2014 : Bloodbusters par Francesco Verso et L'impero restaurato par Sandro Battisti (it)  (ex æquo)
- 2015 : Pulphagus® par Lukha B. Kremo
- 2016 : Il sigillo del serpente piumato par Piero Schiavo Campo
- 2017 : Simbionti par Claudio Vastano
- 2018 : Le ombre di Morjegrad par Francesca Cavallero
- 2019 : Il pugno dell'uomo par Davide Del Popolo Riolo
- 2020 : Resurrezione par Elena di Fazio
- 2021 : Spine de Franci Conforti
- 2022 : Per le ceneri dei padri par Davide Del Popolo Riolo
- 2023 : Quando lottano gli dei par Antonio Benvenuti